# Renault Initiale
Der Renault Initiale ist ein Konzeptfahrzeug der Firma Renault, das im Jahre 1995 auf der IAA vorgestellt wurde.

## Motor
Angetrieben wird der Initiale von einem 3,5-Liter-V10-Motor mit 390 PS (287 kW) und einem maximalen Drehmoment von 359 Nm. Mittels manuellem 6-Gang-Getriebe wird eine Höchstgeschwindigkeit von ca. 300 km/h (elektronisch abgeregelt) erreicht. Die Antriebskraft wird auf alle Räder gleichmäßig verteilt.

## Innovation
Der Innenraum, in den Licht durch das vollverglaste Dach fällt, ist mit vier Ledersitzen bestückt. Vor den Rücksitzen befinden sich Bildschirme. Bei Einschalten der Zündung öffnet sich eine Holzvertäfelung, wodurch die Medienzentrale freigelegt wird. Mittels dieser lassen sich die Klimaanlage, das HiFi-System, das Telefon und andere technische Hilfsmittel steuern.